# Юй-ди
Нефритовый император (Юй-хуан шан-ди; 玉皇, Юй-хуан, или 玉帝, Юй-ди, Юйди) — верховное божество даосского пантеона, небесный Верховный владыка (Шан-ди) и вершитель человеческих судеб. Из своего небесного нефритового дворца управляет всей Вселенной, ему подвластны небеса, земля и подземный мир. В его распоряжении находятся божества и духи. В иерархии даосского пантеона занимал второе место среди триады богов трёх сфер (сань ции).
Первые упоминания относятся к VI—VII векам, когда его имя стало фигурировать в даосской литературе. Окончательный образ сформировался к X веку. Общенациональный культ был объявлен при императорах династии Сун (960—1279). Божеству устанавливались многочисленные храмы и статуи по всей стране. Был объявлен персонифицированным олицетворением дао — важнейшей религиозной категории даосизма. В период империи Мин (1368—1644) его почитание было практически прекращено на официальном уровне, а в династию Цин (1644—1912) его культ находился под запретом. Однако, несмотря на такие меры, он сохранил своё почитание в народе.

## Характеристика и культ
Появление имени Юй-хуан относят VI—VII векам, когда оно стало упоминаться в даосской литературе. После этого возникает мифологическое объяснение появления этого божества в китайском пантеоне. По ранней версии, первоначально он был неприятным мужчиной и искусным чародеем. Прожив такую нечестивую жизнь и умерев, он пожалел о своём прежнем поведении и исправился, со временем заслужив право стать Нефритовым императором. Согласно легенде времён династии Сун, эта история дополнилась: Юй-ди пришёл во сне к одному китайскому императору, который сделал его почитание официальным предметом культа.

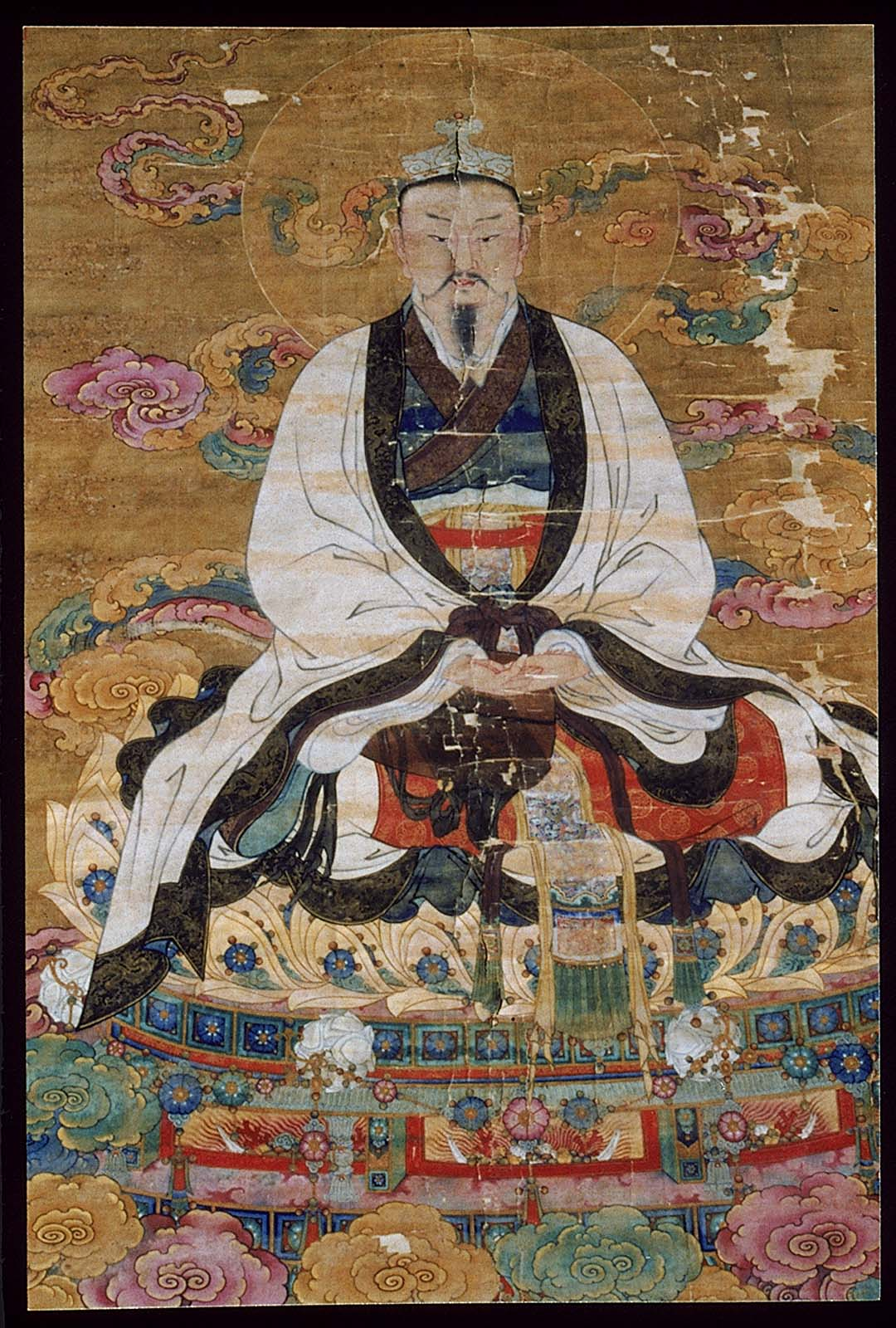
Нефритовый император — изображение эпохи Мин

Окончательное формирование образа Юй-ди относят к VII—Х или VIII—X векам. Почитание Нефритового императора приобрело общенациональный характер при императорах династии Сун (960—1279). Они разделяли идеалы даосизма и признанием этой фигуры стремились уравновесить всеобщее почитание Конфуция. Император Чжэнь-цзун (997—1022) объявил, что Юй-ди явился ему в «чудесном видении», после чего тот был официально объявлен первопредком и верховным покровителем династии. Так, в 1012 году Чжэнь-цзун установил его главенствующее место среди важнейших государственных богов, а в следующем году в его императорском дворце было помещено изображение божества. После этого появились иконографические портреты, где он восседает в Небесном дворце. В начале XI века в его честь был построен государственный храм, где установили статую божества. Там высшие сановники, включая императора, приносили жертвоприношения. В начале XII века ему был посвящён более роскошный храм, отдано распоряжение распространить подобное строительство по всей стране и установить статуи, где он представлен в императорском одеянии. Его почитание распространилось по всей империи, и он становится одним из любимых божеств в китайской культуре. При этом за честь отнести его к своей традиции соперничали представители как даосизма, так и буддизма. В этот период появляется новая история о его легендарном происхождении, по которой он являлся сыном жены властителя одного небольшого царства, которая долго была бездетна и молилась, чтобы у неё родился ребёнок. Боги прислушались к её мольбам: ночью царице приснилось, что её посетил бог Тайшань (вариант — Лао-цзы): он был на «пятицветном драконе» и держал на руках ребёнка. Царица обратилась с просьбой к богу, чтобы он отдал ей этого ребёнка. После пробуждения она поняла, что беременна и менее чем через год родила долгожданного наследника. Мальчик вырос и стал царём, прославленный многими добродетелями. Унаследовав отцовский престол, он совершил много доблестных деяний, но добровольно покинул царство, оставив его на попечение министра и ушёл монашествовать в горы, где лечил больных и занимался духовными вопросами. После этого он удостоился бессмертия и получил право стать владыкой Вселенной и править в Небесном дворце. В этом мифе современные исследователи усматривают характерную особенность китайской религиозной картины мира, где часто у божества представлено не его мистическое начало, иррациональная составляющая, а его человеческие качества, среди которых обязательно должны доминировать конфуцианские добродетели.
Ко времени окончательного формирования даосского пантеона (XII век) Юй-ди был объявлен персонифицированным олицетворением дао — важнейшей религиозной категории даосизма. Он сменил в даосской иерархии божество Хуан-ди — легендарного правителя Китая, основателя даосизма и мифического предка всех китайцев. В воззрениях некоторых школ признаётся воплощением Лин-бао тянь-цзуня. Среди его божественных эпитетов: «всемилостивейший», «высочайший», «наимудрейший» и т. п. Полагают, что образ Юй-ди испытал влияние со стороны божества индуистского пантеона Индры, попавшего в китайскую культуру под влиянием буддизма. Нефритового (яшмового) императора изображали как бесстрастного (что пристало по даосской иконографической традиции бессмертным) мудреца, который правит небом и делами людей, находясь в Зале священного небосвода в своём Небесном дворце, расположенном на самом верхнем уровне неба — 36. На изображениях Юй-ди обычно восседает на троне в церемониальной императорской мантии (халате), расшитой фигурами драконов (луи), драгоценном головном уборе (мянь), с нефритовой табличкой (таблеткой) в руках. При его небесном нефритовом дворце имеются различные «бюрократические» управы, министерства (огня, грома, болезней, богатства и т. д.) Его небесное царство не лишено сходства с Поднебесной своими сложными институтами и многочисленными чиновниками. Так, согласно «Путешествию на Запад», одному из четырёх классических романов на китайском языке, приписываемом У Чэнъэню (1500—1582), даосскому богу подчинены и он может вызвать во дворец: «императоров трёх небес, четырёх цензоров, пять старейшин, шесть начальников департаментов, семь старейшин, восемь Духов всех сторон света, Духов девяти светил и десять начальников отделов». Все придворные должны отчитываться перед ним в определённый день года, часто на Новый год. За успехи они вознаграждаются, как правило, повышением по службе и удачливостью в следующем году. Проступки подчинённых соответственно наказываются понижением в небесной иерархии. В романе «Путешествие на Запад» содержится одно из стихотворных описаний дворца небесного императора, представленном при его посещении Сунь Укуном — царём обезьян:
Когда же императора покои 

Увидели пришельцы пред собою, 

То тёмно-синий занавес кисейный, 

Весь в звёздах, распахнулся легковейно. 

Там в глубине покоилась корона, 

Она казалась мальвой золочёной, 

Алмазным блеском ослепляли взоры 

Бесценные прекрасные уборы. 

Расшиты были туфли жемчугами, 

Лежали ленты рядом с орденами. 

При звуках колокола золотого 

Сановники к вратам спешили снова. 

Когда же громко в барабан ударят, 

Князья идут в покои государя.

Вошли пришельцы в Зал небес священный, 

Где дверь была из яшмы драгоценной, 

А створки на златых гвоздях держались, 

Где фениксом ворота украшались.
Титулатура «Нефритовый император» связана с сакральным отношением к нефриту в китайской культуре, где он известен как «камень жизни» и китайцы считают его своим национальным камнем-талисманом. Нефрит в Китае ценился выше золота и серебра, так как считалось, что он оказывает целительное действие, приносит благополучие и символизирует высшие человеческие добродетели. Ещё в период неолита люди верили, что нефрит позволяет общение людей с богами, поэтому этот камень играл роль посредника между земным и небесным миром. В дуализме категорий инь-янь нефрит символизировал мужское начало янь и жизненную силу. С нефритом ассоциировались представления о чистоте, красоте и величии. Название «Нефритовый император» обозначено влиянием конфуцианства, где почитание нефрита воплотилось в своеобразной «нефритовой этике». Её выражает сентенция: «Благородный человек сравнивает свои добродетели с нефритом». Из этой этики позже возникла система нефритового церемониала, отражённая в каноническом конфуцианском тексте «Книга ритуалов» (IV—I вв. до н. э.).
Со сменой политических и религиозных предпочтений в высшей государственной системе управления роль Юй-ди пересматривалась. Так, в империю Мин (1368—1644) его почитание было практически прекращено на официальном уровне, а в династию Цин (1644—1912) его культ находился под запретом в качестве еретического. Начало этому было положено во время царствования императора Цянь-луня (1711—1799). Несмотря на эти гонения в народной культуре он относился к наиболее почитаемым божествам, а его день рождения (девятое число первого месяца года) — справлялся в праздничной обстановке в китайских храмах и в семейном кругу, в том числе приношениями на домашних алтарях. По оценке российского историка-китаиста Леонида Васильева, запрет в цинском Китае даосского божества в первую очередь был связан с распространением его почитания в оппозиционных религиозных группах. Кроме того, следует учитывать и другие факторы:
Возможно, что здесь также сыграла роль чрезмерно большая популярность Юйхуана шанди в народе, который почитал его, как главу всекитайского пантеона, приписывая ему руководство всем миром сверхъестественных сил и уподобляя его императору земному. Вполне естественно, что подобное гипертрофирование даосского культа Юйхуана шанди, заслонившего собой даже всемогущее конфуцианское Небо, едва ли могло вызвать одобрение властей, относившихся к народной религии и к её системе культов как к суевериям невежественной толпы.
С веками Нефритовый император стал одним из наиболее узнаваемых персонажей китайской культуры и таких её ключевых текстов, как «Путешествие на Запад». Его профиль часто украшает китайские ритуальные деньги.

## Образ Нефритового Императора в кино
- «Запретное царство» / «The Forbidden Kingdom» (США, Китай; 2008) режиссёр Роб Минкофф, в роли Нефритового Императора — Дешун Ванг.
- «Аран и Магистрат» / «Arang and the Magistrate» (Южная Корея; 2012) режиссёр Ким Сан Хо, в роли Нефритового Императора — Ю Сын Хо.